# Phaeozem

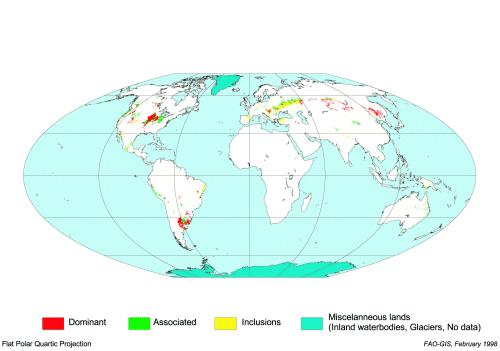
Mapa de distribución mundial de Phaeozem

Phaeozem es un Grupo de Suelos de Referencia según la clasificación de suelos World Reference Base for Soil Resources (WRB), caracterizado por poseer una marcada acumulación de materia orgánica dentro del suelo mineral y por estar saturados en bases en su primer metro.
Se trata de suelos de pradera o bosque, con un horizonte móllico y sin carbonato cálcico secundario en su parte superior.